# Sabia paniculata
Sabia paniculata är en tvåhjärtbladig växtart som beskrevs av Michael Pakenham Edgeworth, Joseph Dalton Hooker och Thomson. Sabia paniculata ingår i släktet Sabia och familjen Sabiaceae. Inga underarter finns listade.